# الکساندر کلینگ‌سپور
الکساندر کلینگ‌سپور (انگلیسی: Alexander Klingspor؛ زادهٔ ۱۹۷۷ (۴۷–۴۸ سال)) هنرمند تجسمی، نقاش، و مجسمه‌ساز اهل سوئد است.